# Castorano
Castorano – miejscowość i gmina we Włoszech, w regionie Marche, w prowincji Ascoli Piceno.
Według danych na styczeń 2009 gminę zamieszkiwały 2284 osoby przy gęstości zaludnienia 162,2 os./1 km².